# Thorigné-en-Charnie
Thorigné-en-Charnie è un comune francese di 188 abitanti situato nel dipartimento della Mayenne nella regione dei Paesi della Loira.

## Società

### Evoluzione demografica
Abitanti censiti